# Roman Dobrzyński
Roman Dobrzyński (Varsovia, 1 de noviembre de 1937) es un periodista y esperantista polaco, especializado en temas españoles e hispanoamericanos.
Dobrzyński se licenció en Derecho y más tarde en periodismo con una tesis sobre la prensa en esperanto.
De 1973 a 2003 trabajó como periodista para la televisión polaca y en ese papel se ocupó especialmente de temas relacionados con España e Hispanoamérica, a consecuencia de su viaje improvisado a España en los años 60, una de las primeras de un ciudadano de los países del entonces bloque socialista, conseguido gracias a su amistad con esperantistas españoles.
Fue muy activo en el mundo del esperanto, que aprendió en el año 1955. Como estudiante, participó activamente en el movimiento del esperanto a través de la escritura, la edición y la enseñanza, y como miembro de la junta directiva de la Juventud polaca de esperanto. Fue vicepresidente de TEJO, la Organización Mundial de Jóvenes Esperantistas (1966 - 1968) y editor de la revista Kontakto (1968- 1970).
En 1995 tradujo el curso de idiomas de televisión BBC Muzzy al esperanto. Dobrzyński fue vicepresidente de la Asociación Universal de Esperanto (1989 - 1992). Contribuyó al establecimiento de la Fundación Zamenhof y fue su primer presidente.
Ha escrito numerosos libros. El más exitoso fue su libro en polaco Ulica Zamenhofa, compuesto por conversaciones con el ingeniero Louis-Christophe Zaleski-Zamenhof, el nieto del iniciador del esperanto L. L. Zamenhof. Ha sido traducido a numerosos idiomas, entre otros en 2017 al español con el título "La calle Zamenhof".
En noviembre de 2022 recibió la Medalla al Mérito Cultural «Gloria Artis» del Ministerio de Cultura polaco.